# Liste der State-, U.S.- und Interstate-Highways in Nebraska
Dies ist eine Liste der State-, U.S.- und Interstate-Highways im US-Bundesstaat Nebraska.

Interstates (blau), U.S. Highways (rot) und State Routes (orange) in Nebraska

State Route-Beschilderung in Nebraska

## State Routes

### Gegenwärtige Strecken
- Nebraska Highway 1
- Nebraska Highway 2
- Nebraska Highway 4
- Nebraska Highway 5
- Nebraska Highway 7
- Nebraska Highway 8
- Nebraska Highway 9
- Nebraska Highway 10
- Nebraska Highway 11
- Nebraska Highway 12
- Nebraska Highway 13
- Nebraska Highway 14
- Nebraska Highway 15
- Nebraska Highway 16
- Nebraska Highway 17
- Nebraska Highway 18
- Nebraska Highway 19
- Nebraska Highway 21
- Nebraska Highway 22
- Nebraska Highway 23
- Nebraska Highway 24
- Nebraska Highway 25
- Nebraska Highway 25A
- Nebraska Highway 27
- Nebraska Highway 29
- Nebraska Highway 31
- Nebraska Highway 32
- Nebraska Highway 33
- Nebraska Highway 35
- Nebraska Highway 36
- Nebraska Highway 39
- Nebraska Highway 40
- Nebraska Highway 41
- Nebraska Highway 43
- Nebraska Highway 44
- Nebraska Highway 45
- Nebraska Highway 46
- Nebraska Highway 47
- Nebraska Highway 50
- Nebraska Highway 51
- Nebraska Highway 52
- Nebraska Highway 53
- Nebraska Highway 56
- Nebraska Highway 57
- Nebraska Highway 58
- Nebraska Highway 59
- Nebraska Highway 61
- Nebraska Highway 62
- Nebraska Highway 63
- Nebraska Highway 64
- Nebraska Highway 65
- Nebraska Highway 66
- Nebraska Highway 67
- Nebraska Highway 68
- Nebraska Highway 69
- Nebraska Highway 70
- Nebraska Highway 71
- Nebraska Highway 74
- Nebraska Highway 78
- Nebraska Highway 79
- Nebraska Highway 84
- Nebraska Highway 85
- Nebraska Highway 87
- Nebraska Highway 88
- Nebraska Highway 89
- Nebraska Highway 91
- Nebraska Highway 92
- Nebraska Highway 94
- Nebraska Highway 95
- Nebraska Highway 96
- Nebraska Highway 97
- Nebraska Highway 98
- Nebraska Highway 99
- Nebraska Highway 103
- Nebraska Highway 105
- Nebraska Highway 109
- Nebraska Highway 110
- Nebraska Highway 112
- Nebraska Highway 116
- Nebraska Highway 121
- Nebraska Highway 128
- Nebraska Highway 133
- Nebraska Highway 137
- Nebraska Highway 250
- Nebraska Highway 370

### Ehemalige Strecken
- Nebraska Highway 3
- Nebraska Highway 6
- Nebraska Highway 20
- Nebraska Highway 26
- Nebraska Highway 28
- Nebraska Highway 30
- Nebraska Highway 34
- Nebraska Highway 37
- Nebraska Highway 38
- Nebraska Highway 42
- Nebraska Highway 48
- Nebraska Highway 49
- Nebraska Highway 54
- Nebraska Highway 55
- Nebraska Highway 60
- Nebraska Highway 72
- Nebraska Highway 73
- Nebraska Highway 75
- Nebraska Highway 76
- Nebraska Highway 77
- Nebraska Highway 80
- Nebraska Highway 81
- Nebraska Highway 82
- Nebraska Highway 83
- Nebraska Highway 86
- Nebraska Highway 90
- Nebraska Highway 93
- Nebraska Highway 100
- Nebraska Highway 101
- Nebraska Highway 102
- Nebraska Highway 104
- Nebraska Highway 106
- Nebraska Highway 107
- Nebraska Highway 108
- Nebraska Highway 111
- Nebraska Highway 113
- Nebraska Highway 114
- Nebraska Highway 115
- Nebraska Highway 117
- Nebraska Highway 118
- Nebraska Highway 119
- Nebraska Highway 120
- Nebraska Highway 123
- Nebraska Highway 127
- Nebraska Highway 129
- Nebraska Highway 130
- Nebraska Highway 131
- Nebraska Highway 132
- Nebraska Highway 134
- Nebraska Highway 135
- Nebraska Highway 180
- Nebraska Highway 434

## U.S. Highways

### Gegenwärtige Strecken
- U.S. Highway 6
- U.S. Highway 20
- U.S. Highway 26
- U.S. Highway 30
- U.S. Highway 34
- U.S. Highway 73
- U.S. Highway 75
- U.S. Highway 77
- U.S. Highway 81
- U.S. Highway 83
- U.S. Highway 136
- U.S. Highway 138
- U.S. Highway 159
- U.S. Highway 183
- U.S. Highway 275
- U.S. Highway 281
- U.S. Highway 283
- U.S. Highway 385

### Ehemalige Strecken
- U.S. Highway 38
- U.S. Highway 383

## Interstates

### Gegenwärtige Strecken
- Interstate 76
- Interstate 80
- Interstate 129
- Interstate 180
- Interstate 480
- Interstate 680

### Ehemalige Strecken
- Interstate 280
- Interstate 580